# Overexposed
Overexposed är ett studioalbum av Maroon 5. Albumet gavs ut 26 juni 2012.

## Låtlista
1. One More Night (släpptes som singel den 19 juni I USA)
2. Payphone (släpptes som singel den 17 april i USA)
3. Daylight (släpptes som singel den 27 november i USA)
4. Lucky Strike
5. The Man Who Never Lied
6. Love Somebody
7. Ladykiller
8. Fortune Teller
9. Sad
10. Tickets
11. Doin' Dirt
12. Beautiful Goodbye
13. Wipe Your Eyes
14. Wasted Years
15. Let's Stay Togheter

## Bonuslåtar
- Moves Like Jagger (Med Christina Aguilera)